# 1516

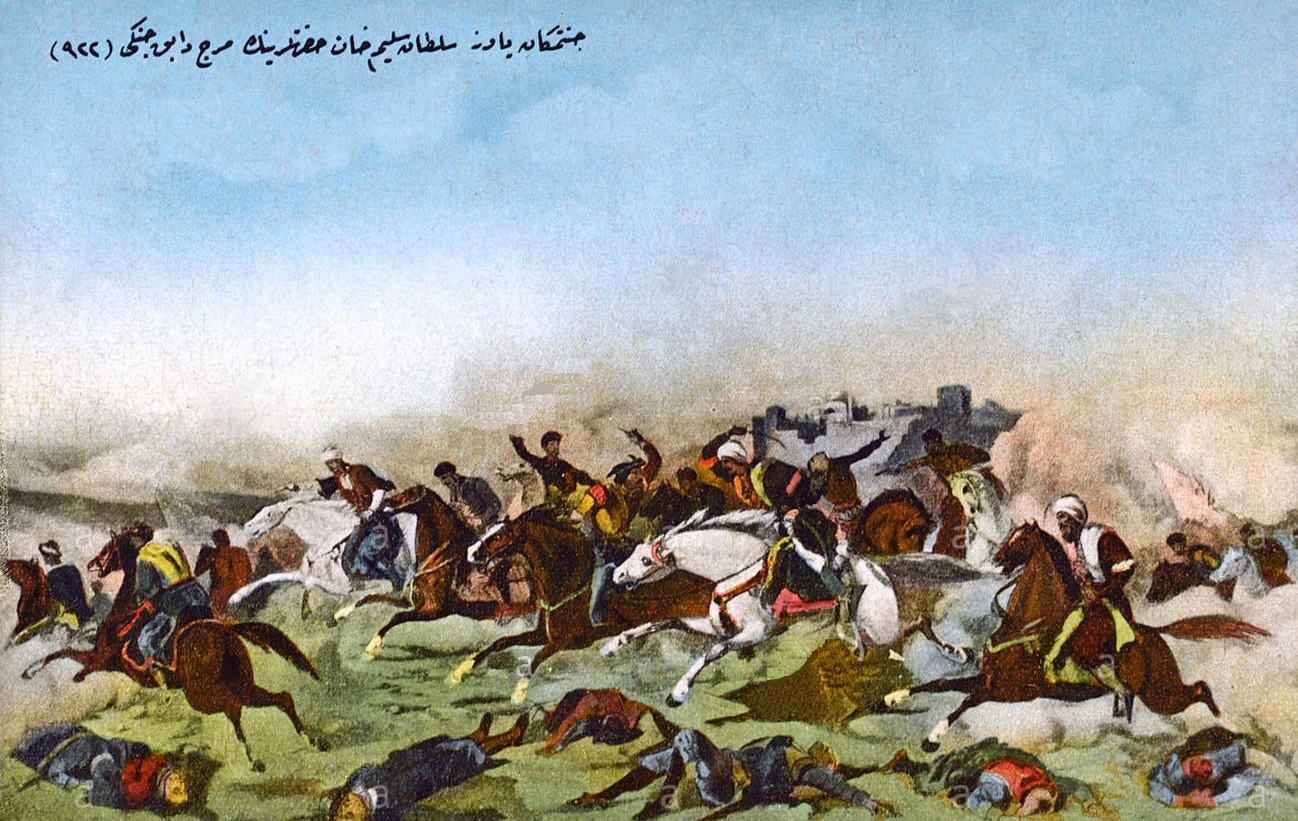
Slag bij Marj Dabiq

Het jaar 1516 is het 16e jaar in de 16e eeuw volgens de christelijke jaartelling.

## Gebeurtenissen
- 20 januari - Juan Díaz de Solís landt met 2 officieren en 7 matrozen op de kust van Uruguay. Ze worden aangevallen en vermoord door de lokale bevolking, vermoedelijk Charrúa.
- januari-juli - Revolte van 1516: Opstand op Sicilië tegen onderkoning Hugo de Moncada naar aanleiding van het aantreden van Karel I als koning van Spanje.
- 13-14 maart - In Brussel wordt Karel van Luxemburg officieel uitgeroepen tot koning van Spanje.
- 10 april - Joden in Venetië worden verplicht zich in de wijk Ghetto te vestigen.
- 23 april - Hertog Wilhelm IV van Beieren vaardigt het "Reinheitsgebot" uit met voorschriften voor de productie en het schenken van bier.
- 11 juli - Beleg van Arai: Hojo Soun verovert kasteel Arai op Miura Yoshiatsu, die zelfmoord pleegt.
- juli - De Osmaanse sultan Selim I verklaart de oorlog aan de Mammelukken en valt Syrië binnen.
- 13 augustus - Vrede van Noyon: Frans I van Frankrijk en Karel I van Spanje erkennen elkaars aanspraak op respectievelijk Milaan en Napels. Einde van de Oorlog van de Liga van Kamerijk.
- 18 augustus - Concordaat van Bologna: De koning van Frankrijk krijgt toestemming de bisschoppen in zijn land te benoemen.
- 24 augustus - slag bij Marj Dabiq: De Osmaanse legers verslaan de Mamelukken. Syrië wordt een Ottomaanse provincie.
- 4 september - De overlevenden van de expeditie van Juan Díaz de Solís keren terug naar Spanje.
- 17 november - Huwelijk van Giovanni dalle Bande Nere en Maria Salvati.
- Prins Đurađ V Crnojević van Zeta doet troonsafstand ten gunste van aartsbisschop Vavil, die het Prinsbisdom Montenegro vormt.
- De Ottomanen veroveren Algiers.
- Hendrik VIII van Engeland richt een staatspostbedrijf op, de huidige Royal Mail, en stelt Brian Tuke aan als postmeester.
- Jan IV van Egmont huwt Francisca van Luxemburg.

## Beeldende kunst

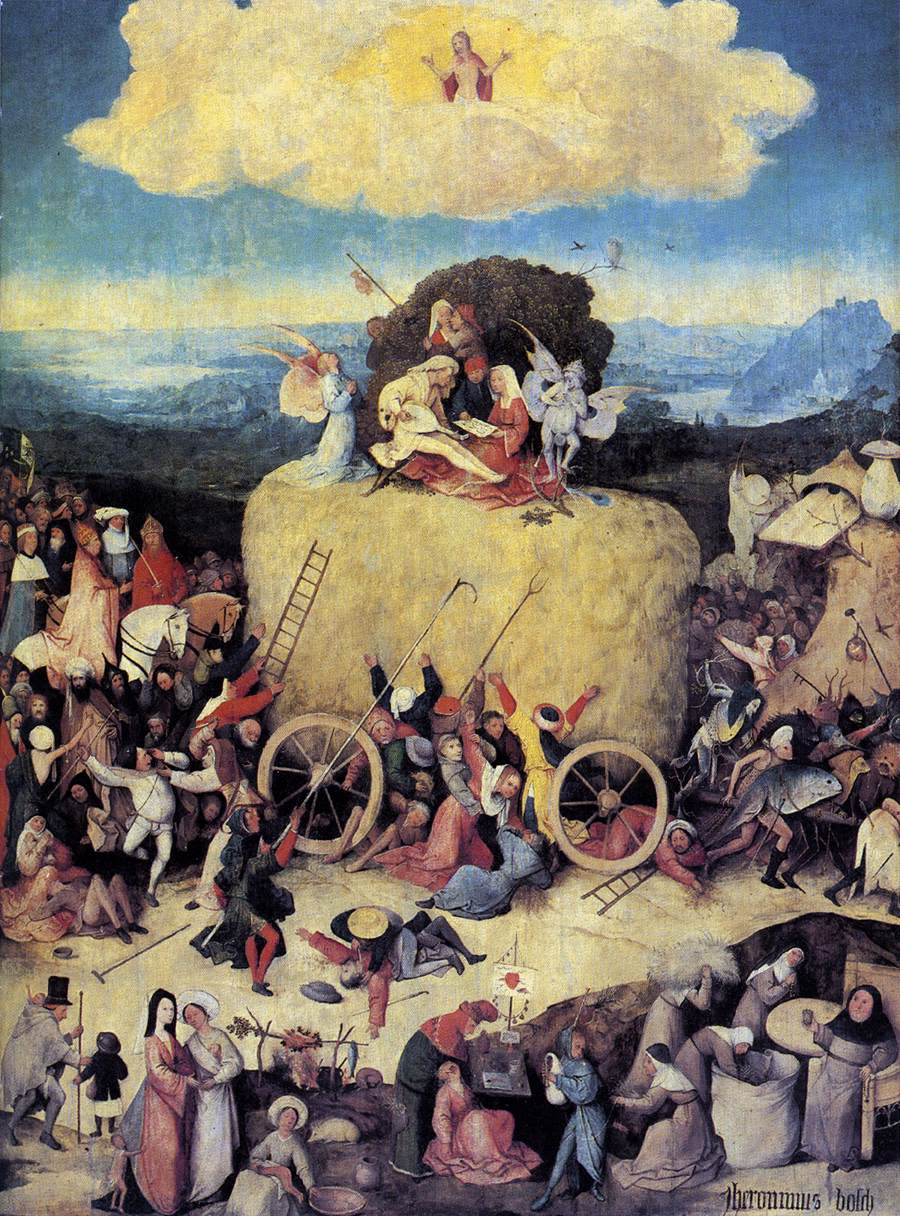
Hieronymus Bosch: De hooiwagen (middenpaneel)
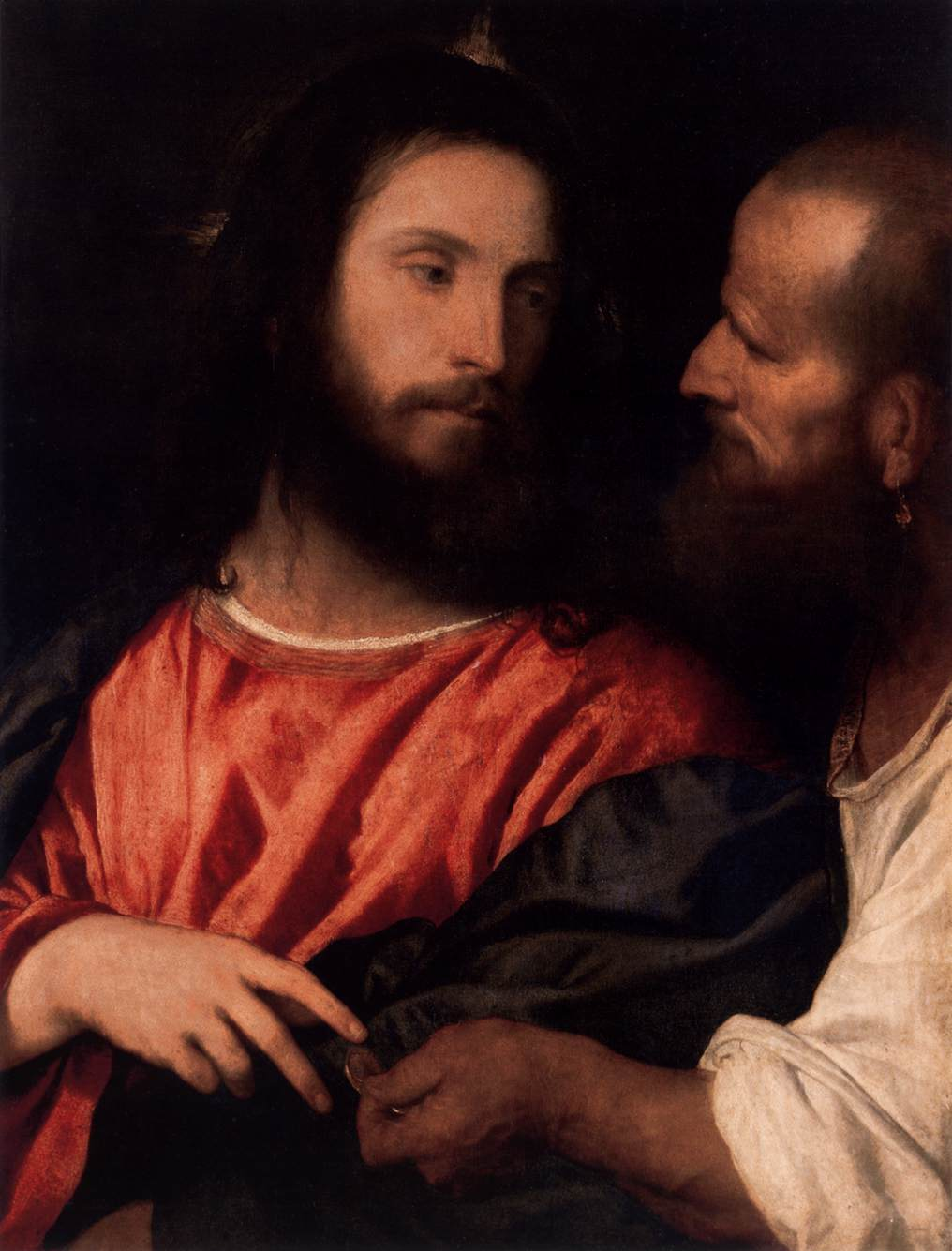
Titiaan: De cijnspenning
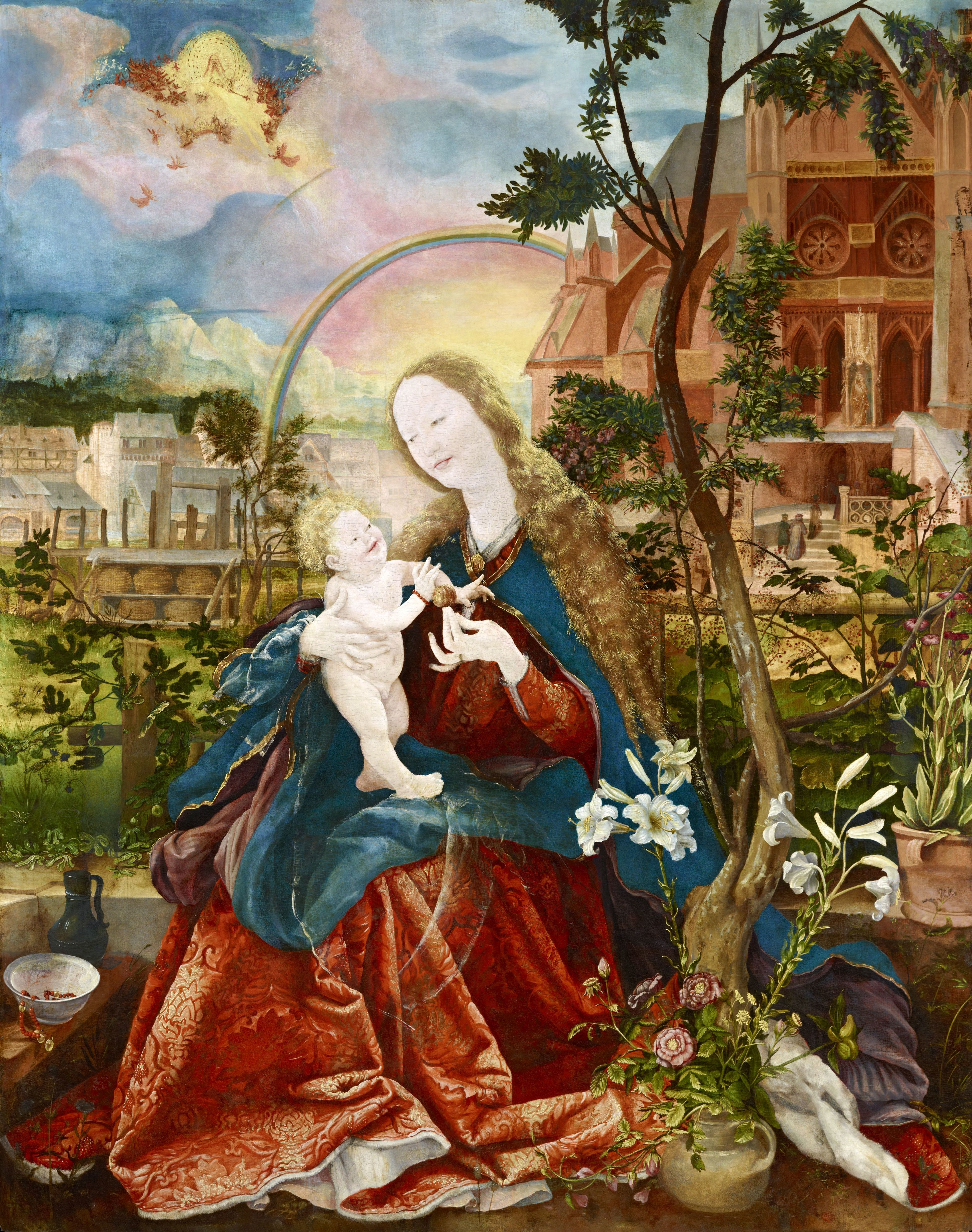
Matthias Grünewald: Madonna van Stuppach
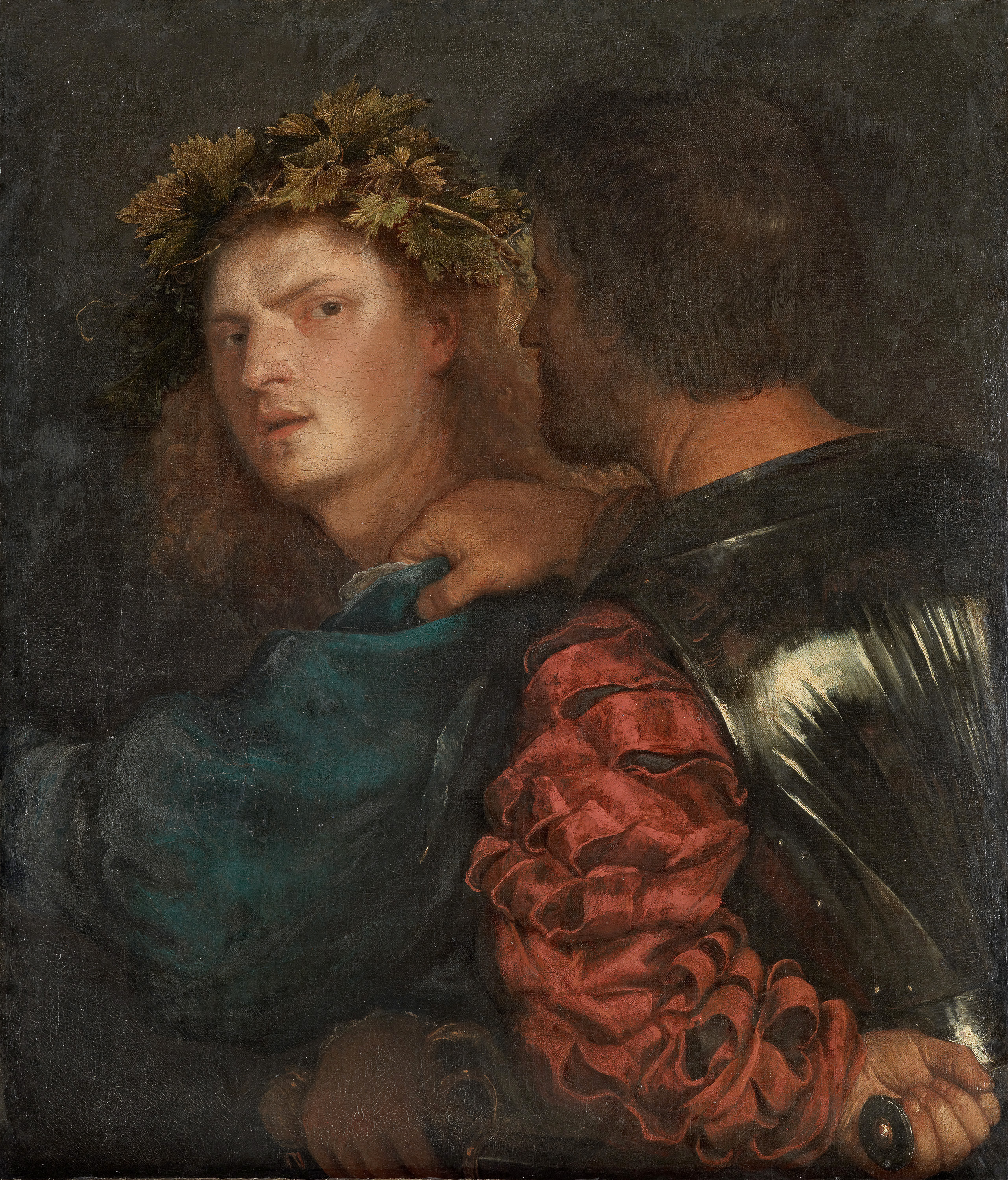
Titiaan: De Bravo
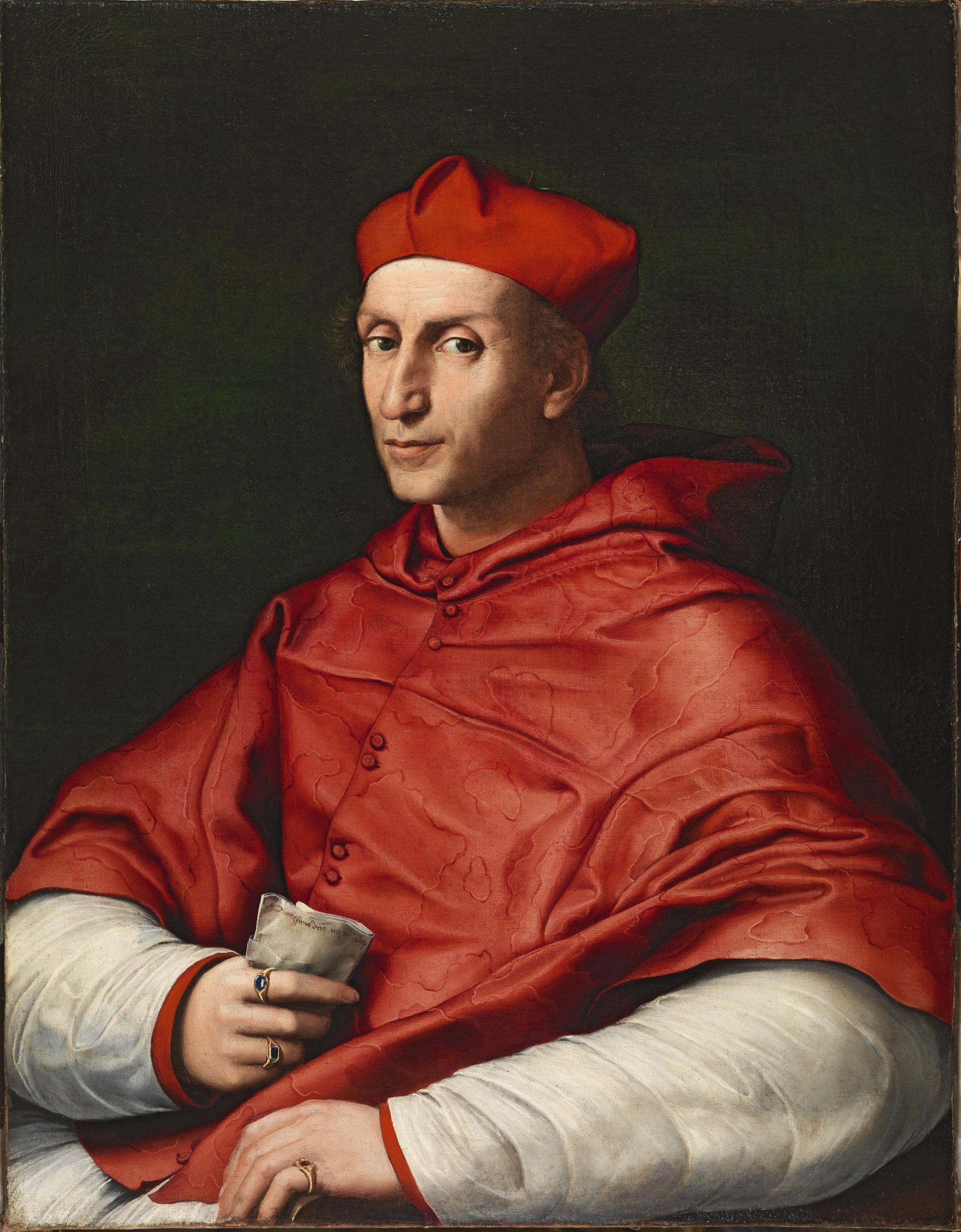
Rafaël: Portret van kardinaal Bibbiena
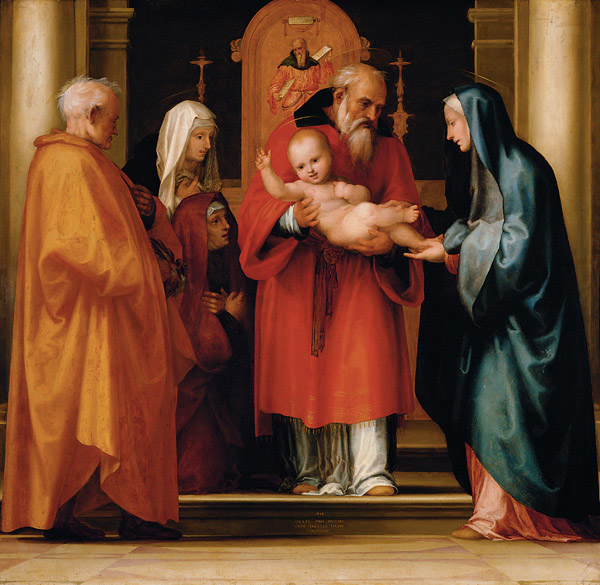
Fra Bartolomeo: Presentatie van Jezus in de tempel

## Opvolging
- Anhalt-Dessau - Ernst opgevolgd door zijn zonen Johan IV, George III en Joachim onder regentschap van hun moeder Margaretha van Münsterberg
- Florence - Giuliano de' Medici opgevolgd door zijn neef Lorenzo II de' Medici
- Hongarije en Bohemen - Wladilaus II opgevolgd door zijn zoon Lodewijk II
- Longueville - Lodewijk I opgevolgd door zijn zoon Claude
- Mammelukken (Egypte) - Ashraf Qansuh Ghori opgevolgd door Tumanbay II
- Nassau-Siegen en half Diez - Johan V opgevolgd door zijn neef Willem I
- Spanje, Napels en Sicilië - Ferdinand II van Aragon opgevolgd door zijn kleinzoon Karel van Luxemburg
- Urbino - Francesco Maria della Rovere opgevolgd door Lorenzo II de' Medici
- Vietnam - Tương Dực Đế opgevolgd door Chiêu Tông

## Afbeeldingen

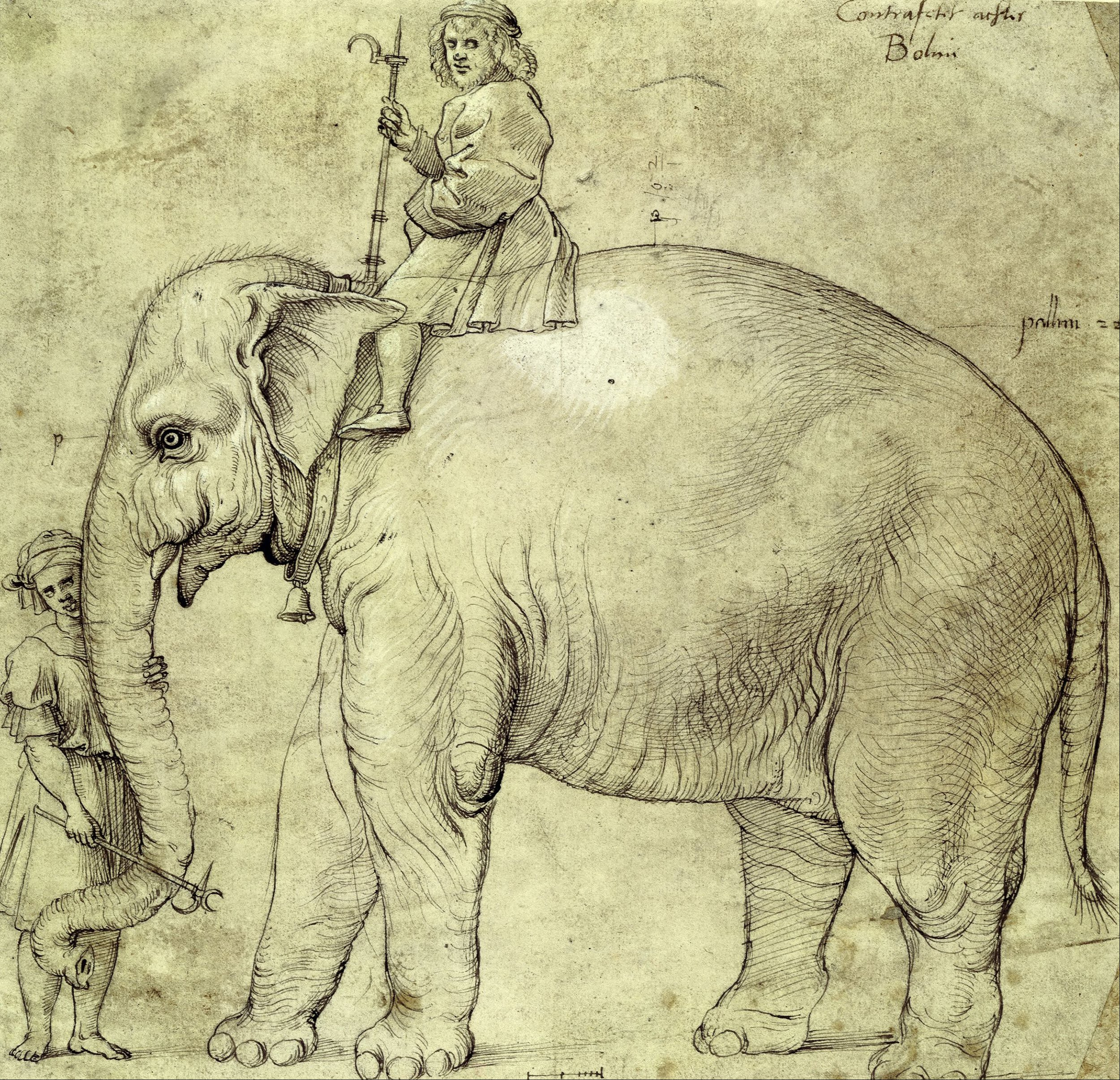
Hanno
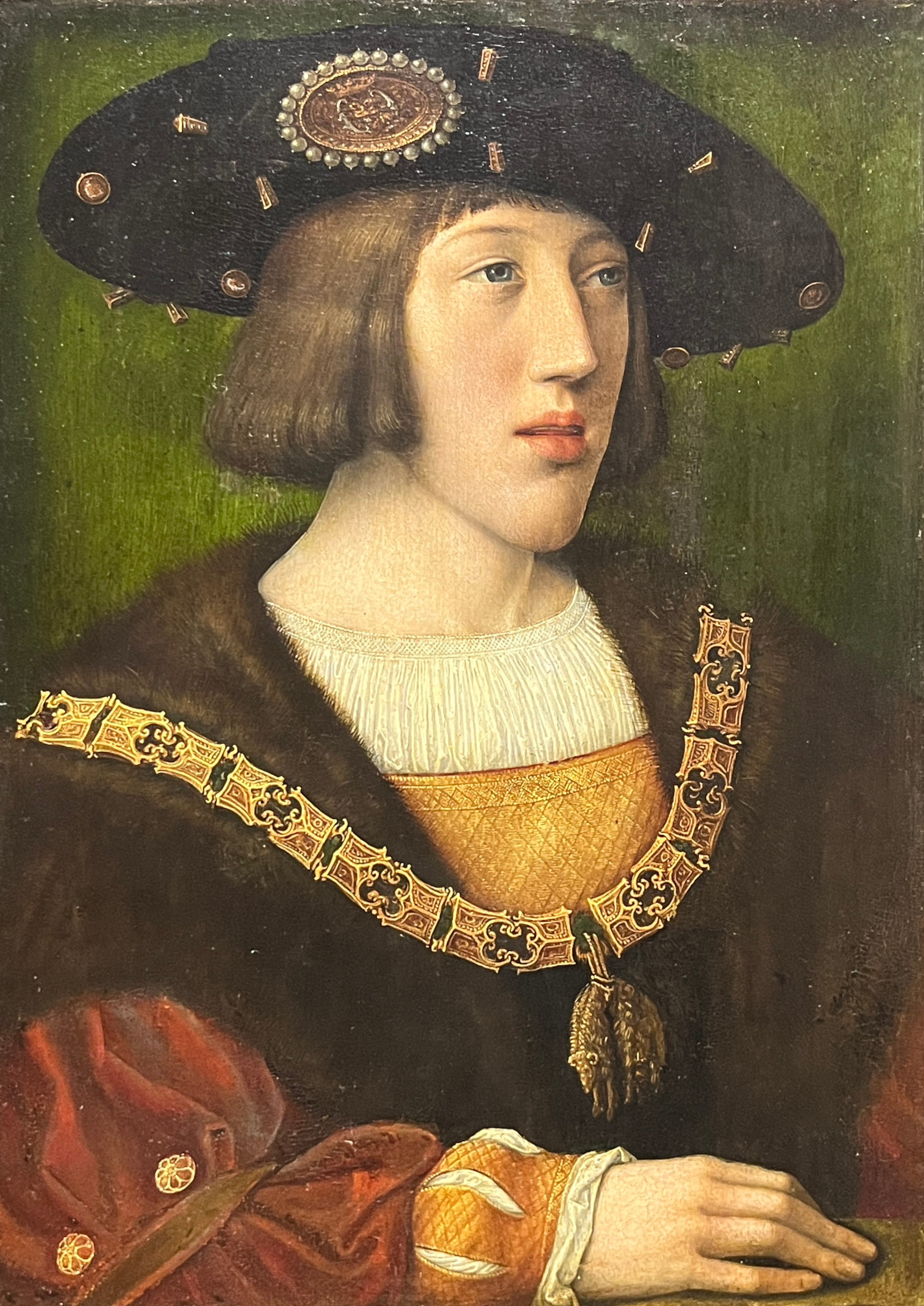
Karel van Luxemburg, nu Karel I van Spanje, later keizer Karel V
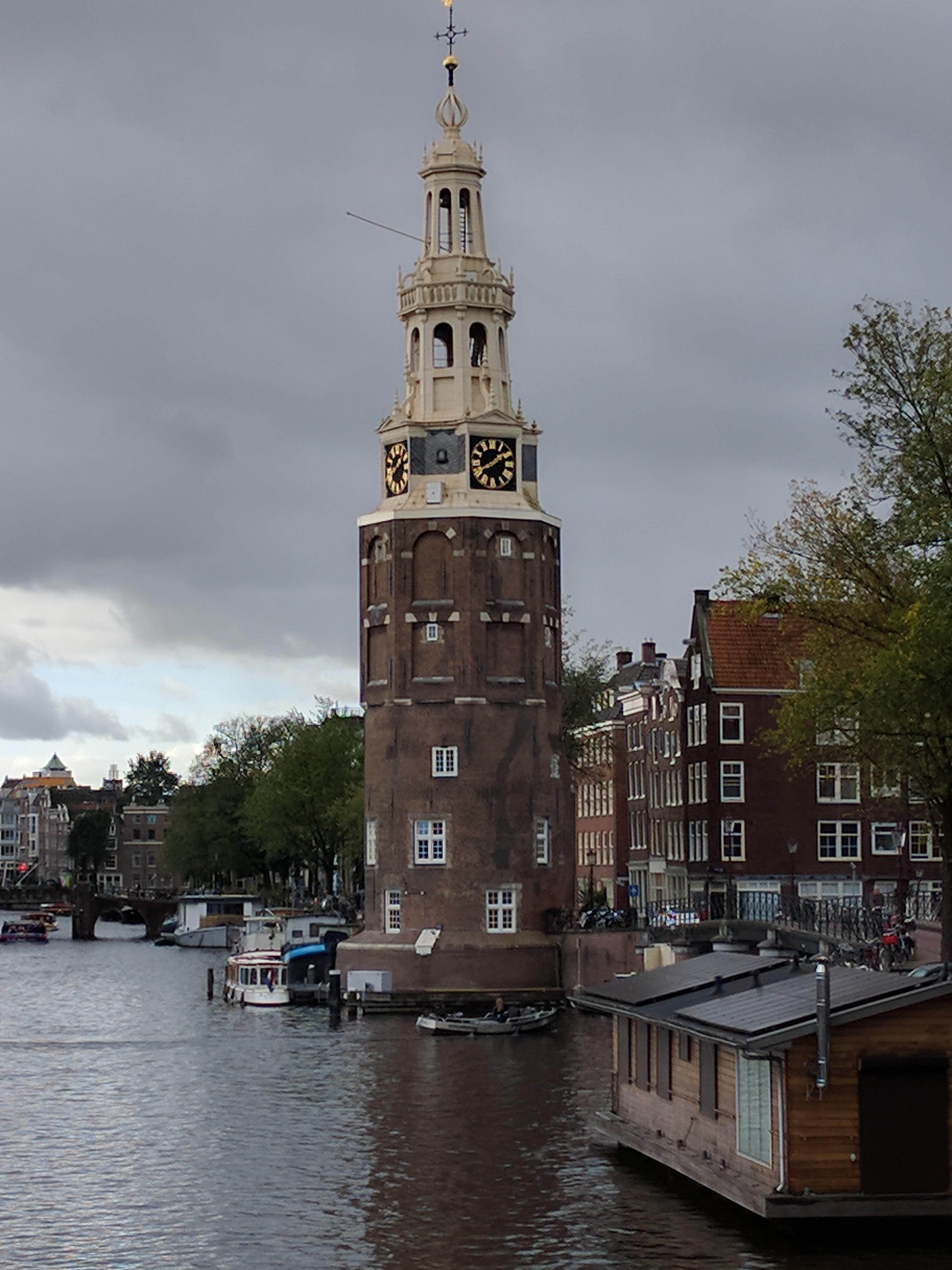
Montelbaanstoren, Amsterdam
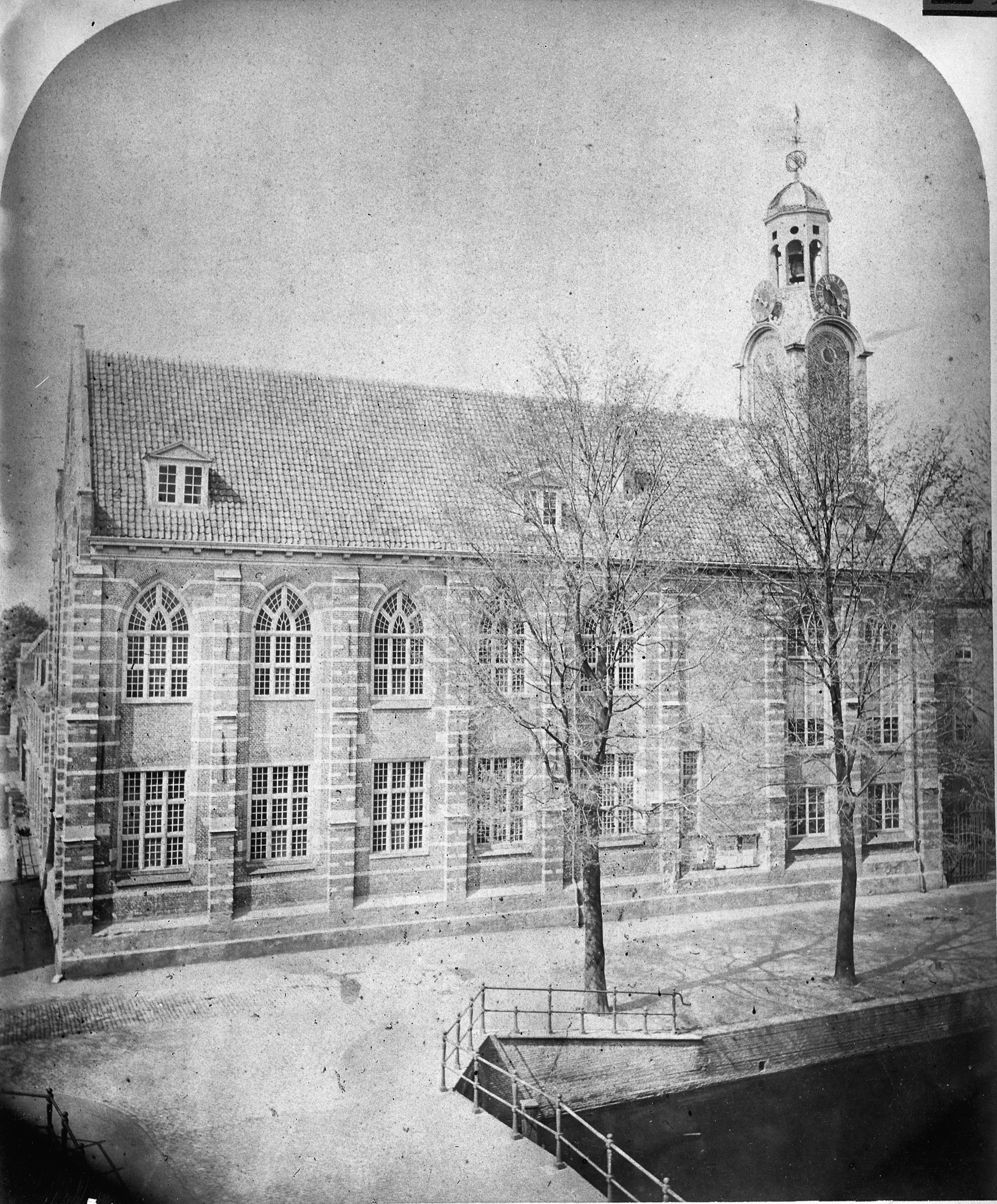
Academiegebouw, Leiden

## Geboren
- 1 januari - Margaretha Leijonhufvud, echtgenote van Gustaaf I van Zweden
- 18 februari - Maria I, koningin van Engeland (1553-1558)
- 26 maart - Conrad Gesner, Zwitsers naturalist
- 24 juni - Cornelis van Campene, Zuid-Nederlands edelman
- 27 juli - Emilie van Saksen, Duits edelvrouw
- 28 juli - Willem V, hertog van Kleef
- 18 augustus - Brigitta van Palts-Simmern, Duits abdis
- 2 september - Frans I van Nevers, Frans edelman
- 15 september - Francisco de Montesdoca, Spaans edelman
- 4 oktober - Archangelo de' Bianchi, Italiaans kardinaal
- 1 november - Francesco d'Este, Italiaans edelman
- 21 december - Adam Sasbout, Nederlands classicus
- 21 december - Marcus van Vaernewijck, Zuid-Nederlands geschiedschrijver
- Margaretha Coppier, Nederlands edelvrouw
- Ruy Gómez de Silva, Spaans edelman
- Karel I van Hohenzollern, Duits edelman
- Jampa Gyatso, Tibetaans geestelijk leider
- Klemens Janicki, Pools dichter
- Hans Mielich, Duits kunstenaar
- Filips II van Nassau-Wiesbaden, Duits edelman
- Willem Snouckaert, Nederlands staatsman
- Robert Stone, Engels componist
- Suwa Yorishige, Japans samoerai
- André de Thevet, Frans geograaf
- Jan Utenhove, Zuid-Nederlands kerkhervormer
- Hieronymus Wolf, Duits humanist en filoloog
- Manco Inca Yupanqui, Incaheerser (1534-1544)
- Cypriano de Rore, Zuid-Nederlands componist (jaartal bij benadering)

## Overleden
- 20 januari - Juan Díaz de Solís (~45), Spaans ontdekkingsreiziger
- 23 januari - Ferdinand II (63), koning van Aragon (1479-1516)
- 13 maart - Wladislaus II (60), koning van Bohemen (1471-1516) en Hongarije (1490-1516)
- 17 maart - Giuliano de' Medici (37), Florentijns-Frans edelman
- 22 maart - Baptista Mantuanus (68), Spaans-Italiaans geestelijke
- 25 april - Jacob I van Bronckhorst-Batenburg (~55), Duits edelman
- 8 juni - Hanno (~5), witte olifant
- 12 juni - Ernst van Anhalt (~61), Duits edelman
- 14 juli - Johan van Albret (~46), echtgenoot van Catharina van Navarra
- 30 juli - Johan V van Nassau-Siegen (60), Duits edelman
- 1 augustus - Lodewijk I van Longueville (~36), Frans edelman
- 7 augustus - Federico Sanseverino (~40), Napolitaans kardinaal
- begraven 9 augustus - Jeroen Bosch (~66), Nederlands schilder
- 15 augustus - Jacob van Croÿ (~80), Zuid-Nederlands prelaat
- 21 augustus - Jan III van Egmont (78), Noord-Nederlands edelman
- 21 september - Joos van Ghistele (~70), Zuid-Nederlands edelman
- oktober - Jan de Baenst (~76), Zuid-Nederlands politicus
- 29 november - Giovanni Bellini (~86), Venetiaans schilder
- 15 december - Johannes Trithemius (54), Duits geschiedschrijver
- Anthonis Goessens van Aken (~38), Nederlands schilder
- Giovanni Antonio Boltraffio (~49), Italiaans schilder
- Andries van Foreest (~50), Noord-Nederlands politicus
- Jan Heyns, Zuid-Nederlands architect
- Nicolaas IV Hoen, Limburgs edelman
- Johan I van Rietberg, Duits edelman
- Giuliano da Sangallo (~71), Florentijns beeldhouwer en architect
- Gioffre Borgia (~35), Italiaans edelman (jaartal bij benadering)
- Cordula van Holstein-Schauenburg, Duits edelvrouw (jaartal bij benadering)
- Schelte van Scheltinga, Fries politicus (jaartal bij benadering)